# Zoo cha tongue
Zoo cha tongue ("猪什汤" em língua chinesa) ou sopa de vísceras de porco, ou ainda “Kiam Chye Teng”, é um prato muito popular em Singapura, por vezes consumido ao almoço e ao jantar. É preparada com a carne, o estômago, o intestino, o fígado e cubos de sangue coalhado, e ainda com vegetais salgados (picles).
Esta sopa é servida, não só em restaurantes, mas em pequenas lojas nos mercados. Aparentemente, o governo baniu o sangue e os pulmões de porco, pelo que estes ingredientes já não são usados nesta sopa. A sopa é servida com arroz, ou com tripa de porco recheada com arroz glutinoso.